# 門田定蔵
門田 定蔵（定藏、かどた さだぞう / ていぞう、1886年（明治19年）7月1日 - 1962年（昭和37年）1月12日）は、明治末から昭和期の農民運動家、政治家。参議院議員。

## 経歴
鳥取県久米郡中江村（上北条村、東伯郡上北条村中江を経て現倉吉市）の農家に生まれる。小学校卒業後、農業に従事し作物改良に尽力した。1917年（大正6年）上北条小作組合を設立して農民運動に加わった。1925年（大正14年）上日小作連合会、1927年（昭和2年）東伯小作聯合会を組織して同会長に就任し、地主側との小作料減額の交渉を進めた。1929年（昭和4年）暴力行為等処罰ニ関スル法律違反の嫌疑により逮捕され、懲役2年執行猶予2年の有罪判決を受けた。また組合員への処罰なども行われたが、門田は粘り強く地主側と交渉を行い、大調停を成立させた。1935年（昭和10年）組合を中国振農会に改組して戦時下の対応に当たった。また、上北条村会議員、鳥取県会議員、同参事会員なども務めた。
1946年（昭和21年）8月、鳥取県農民総同盟が結成され委員長に就任した。1947年（昭和22年）4月の第1回参議院議員通常選挙に鳥取県地方区から労農団体の推薦を受けて出馬し、当選して参議院議員に1期在任した。この間、参議院人事委員長などを務めた。1947年、鳥取県農地委員会副会長となり農地改革に尽力し、1948年（昭和23年）4月、日本農民組合鳥取県支部が組織されると委員長に就任した。その後、1953年（昭和28年）4月の第3回通常選挙に左派社会党公認で立候補したが落選した。